# あしたのうたプロジェクト
あしたのうたプロジェクトは日本の音楽家による東日本大震災復興応援プロジェクト。

## 概要
STG7-8（ha-j、市川喜康、マシコタツロウ）の呼びかけで音楽家多数参加している。
制作された「あしたのうた」には男女各々をボーカルにしたバージョン、Face 2 fAKEがプロデュースしたデュエットバージョンがある。
作詞･作曲: STG7-8　
- 「あしたのうた ～Male Original Version～」
  - 編曲:STG7-8　Chorus Arrangement: 知野芳彦
- 「あしたのうた ～Female Original Version～」
  - 編曲:STG7-8　Chorus Arrangement: 知野芳彦
- 「あしたのうた ～Duet Version～」
  - 編曲:Face 2 fAKE

## 参加ミュージシャン
Male Original Version
- Singer: Ko-saku
- Chorus: 知野芳彦
- Guitar: 中村タイチ
- Guitar: 設楽博臣
- Piano: 鎌田雅人
- Bass: 種子田健
- Drums: 臼井博朗
- Other Instruments: STG7-8
- Mixed by 山田 幹朗

Female Original Version
- Singer: Yumin Akita
- Chorus: KAZCO
- Guitar: 設楽博臣
- Piano: 鎌田雅人
- Bass: 種子田健
- Drums: 臼井博朗
- Other Instruments: STG7-8
- Mixed by 篠笥 孝

Duet Version
- Sound Produced by Face 2 fAKE
- Singer: Tomomi Ukumori
- Singer: Cazz
- Chorus: Mari Asai
- Other Instruments: Face 2 fAKE
- Mixed by Junya Endo (Plick Pluck Inc.)